# روابط ارمنستان و آلمان
روابط بین ارمنستان و آلمان همیشه با ثبات و مستحکم بوده و هر دو کشور به همکاری و پیشرفت در طی سالیان متمادی ادامه می‌دهند. رهبران هر دو کشور روابط دوجانبه را مورد بحث و بررسی قرار دادند و خاطرنشان کردند که این روابط در چند سال گذشته به‌طور قابل توجهی بهبود یافته است.